# Брокар и Ко
«Брокар и Ко» — товарищество парфюмерно-косметического производства, учреждённое в 1893 году в Москве как развитие дела, основанного Генрихом Брокаром в 1864 году. Одна из крупнейших парфюмерных фирм России в конце XIX — начале XX века.

## История компания

### Предыстория
В 1861 году 24-летний Анри Брокар приехал в Москву, стал называться Генрихом Афанасьевичем и получил место инженера на одном из производств. Зная секреты производства французской парфюмерной воды и работая лаборантом, Брокар усовершенствовал процесс создания концентрированных духов. Он продал это открытие французской фирме «Рур Бертран» за 25 тысяч франков, именно эти деньги помогли ему начать собственное дело.
Под производство было перестроено здание бывших конюшен Фаворских в Теплом переулке (ныне улица Тимура Фрунзе). Мыло производили 2 рабочих вместе с хозяином, используя всего три котла, дровяную печь и каменную ступку. В день они изготавливали от 50 до 100 кусков.
В России активное производство парфюмерии ещё только начиналось. Поэтому Брокар столкнулся с трудностями при регистрации своего дела, в итоге предприятие было отнесено к фельдшерскому цеху.
Брокар стал выпускать мыло для детей с изображением букв русского алфавита. Этот ход помог фирме выделиться и стать известной. Затем появилось фигурное мыло с необычными для того времени названиями: мыло «Шар», мыло «Огурец». Брокар придумал также такие сорта мыла, как «Янтарное», «Медовое», «Розовое», «Греческое» (оно было одним из самых дорогих), они были популярны среди наиболее богатой и требовательной публики.
Особой популярностью пользовалось «Народное» мыло — оно продавалось всего по 1 копейке за кусок, в то время как цены у конкурентов были выше в 30 раз. На Московской выставке русских производств в 1865 году «Народное» мыло удостоилось серебряной награды.

### Фабрика

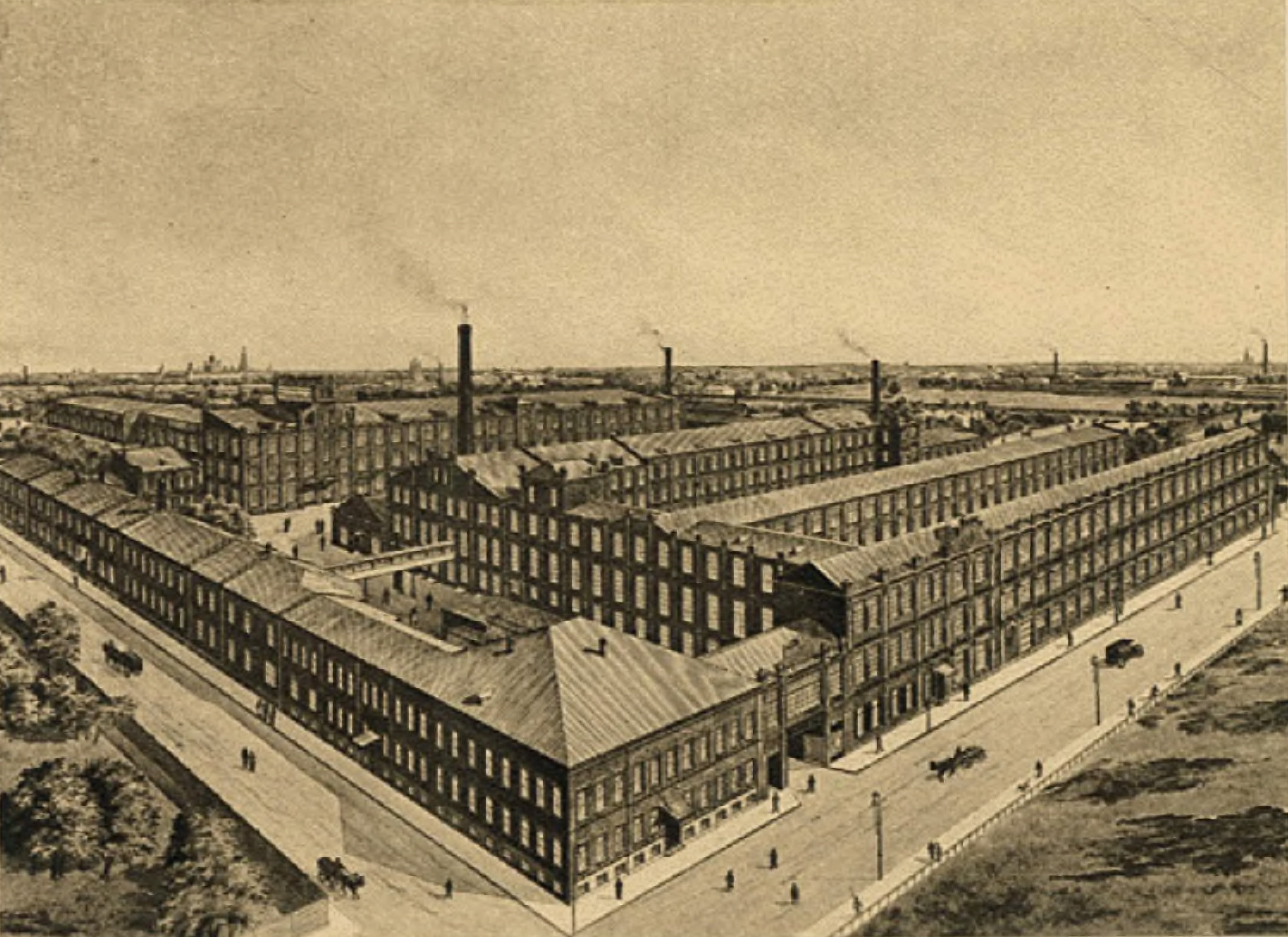
Фабрика «Брокар и Кo» на Мытной ул. 1914—1915 гг.

Популярность мыла Брокара была так велика, что в 1866 году Брокар перебрался из бывшей конюшни на Зубовский бульвар, а потом на Пресню. А в 1869 году за Серпуховской заставой Брокар построил фабрику, где начал производство косметической и парфюмерной продукции.
Из-за того, что в продаже стали появляться подделки, Брокар при поддержке Департамента торговли и Министерства финансов стал наклеивать на свою продукцию специальную наклейку.
В дополнение к «Народному» мылу Брокар начал производить «Народные» помаду и пудру. Теперь крестьянин на ярмарке мог купить жене и дочерям в качестве гостинца целый набор косметических средств за 3 копейки: нарядную коробку с пудрой, помадой и куском мыла, предметами, радовавшими каждую женщину.
Брокар стал известен как производитель бюджетного мыла для простого народа, но коммерсант также желал узнать секреты заграничных мастеров, чтобы наладить выпуск элитной продукции. Только в 1870 году, после того, как в Брюсселе Генрих узнал секреты известного мыловара Экларса, он открыл производство более дорогого мыла.

### «Брокар и Ко»

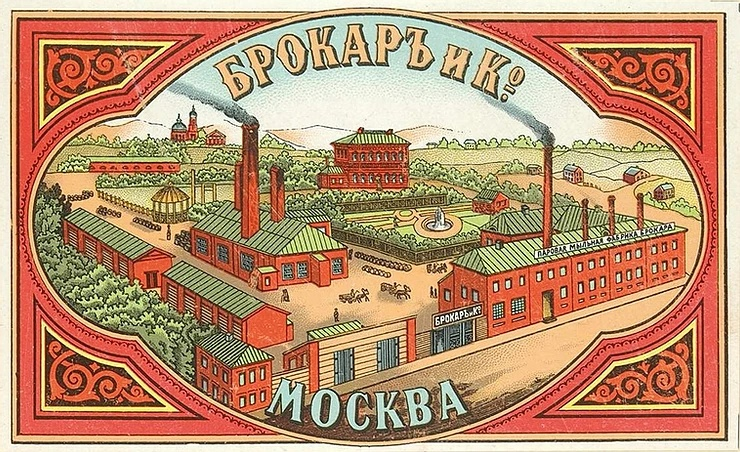
«Брокар и К^{о}». Рекламная наклейка. 1870-е гг.

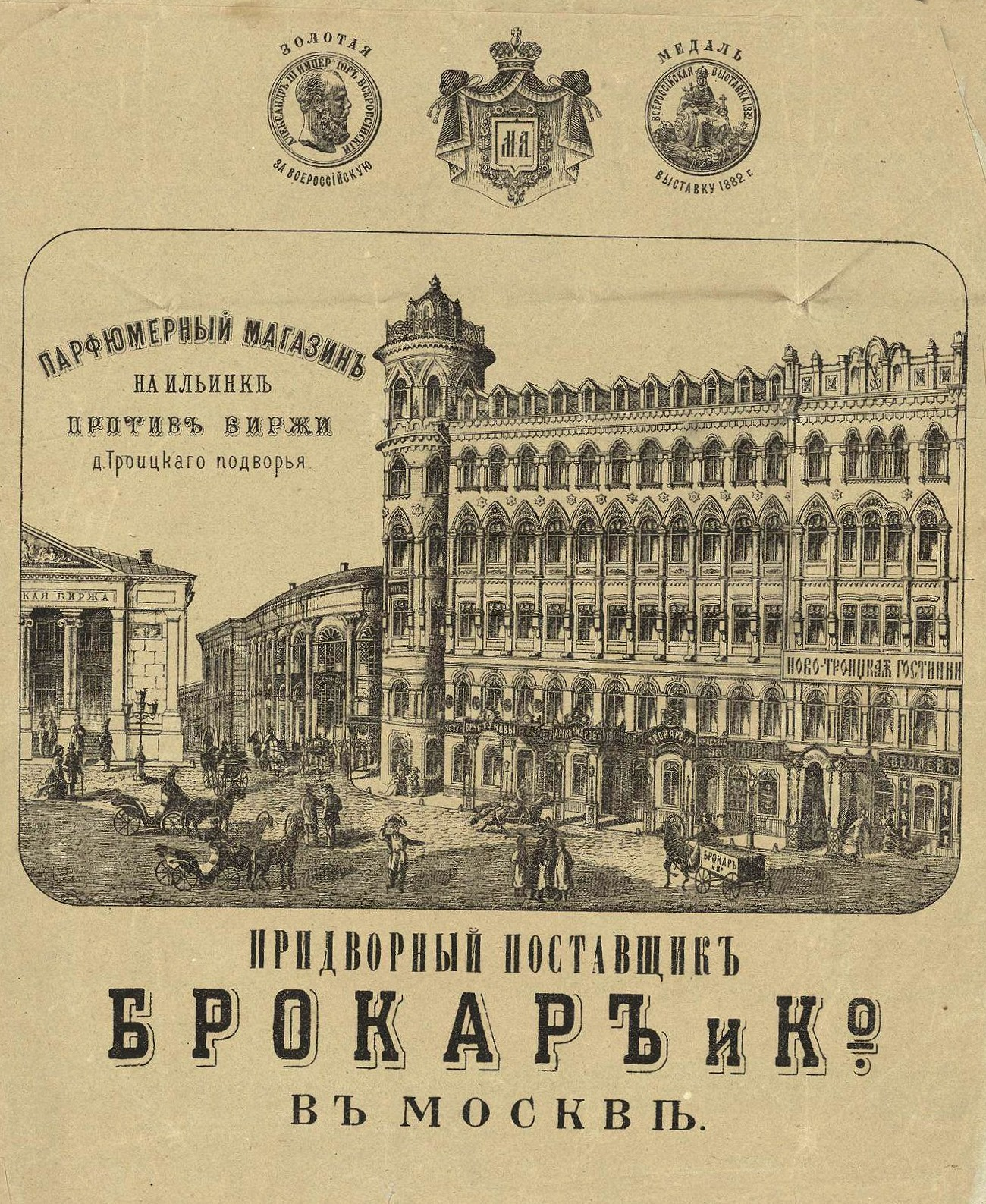
Москва. «Брокар и К^{о}.» Парфюмерный магазин на Ильинке. Реклама конца XIX в.

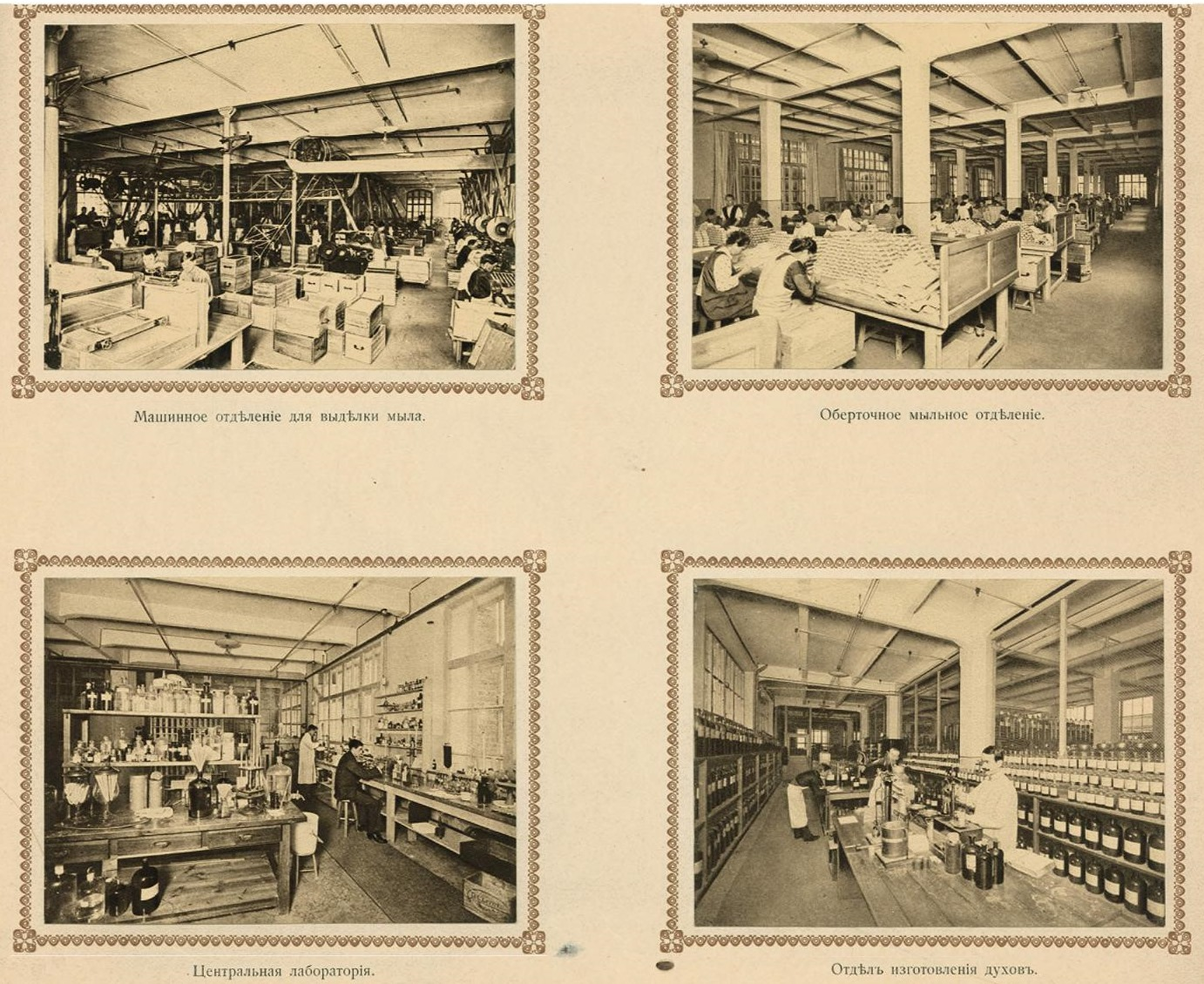
Москва. Фабрика «Брокар и К^{о}.», Ок.1910-1914 гг.

В 1871 году партнером Брокара стал купец Василий Герман, родом из Саксонии. Вдвоем они основали «Торговый дом Брокар и Ко», который стал по-настоящему знаменитым. Первый фирменный магазин открылся в 1872 году на Никольской улице, в нём продавались как дешёвые, так и элитные изделия.
Все усилия коммерсанта были оценены по достоинству: «империя Брокара» обладала восемью золотыми медалями, полученными на всемирных выставках в Париже, Ницце, Барселоне и других мировых центрах парфюма. К тому же на тот момент Генрих Афанасьевич задумал освоить новый сегмент рынка парфюма — элитные духи.
Летом 1873 года его фирму посетила великая княгиня Мария Александровна, дочь императора Александра II и жена английского герцога Эдинбургского. Ей был подарен букет восковых цветов, ароматизированных разными парфюмами. Это произвело должное впечатление на княгиню, и ему разрешили писать на своих товарах: «Поставщик двора её императорского высочества великой княгини Марии Александровны, герцогини Эдинбургской». Впоследствии его продукция стала поставляться к испанскому королевскому двору.
Темпы развития производства Брокара поражали. Годовой оборот с 12 тыс. рублей в начале производства достиг к концу 80-х полумиллиона. А в 1900 году он составил 2,5 млн рублей.

### После смерти Генриха Брокара

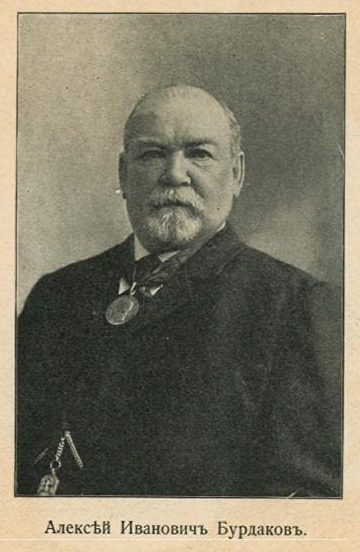
А. И. Бурдаков. Главный мыловар в «Брокар и К^{о}.». Ок. 1914 г.

Генрих Афанасьевич Брокар умер в 1900 г.
«Товарищество Брокар и Ко» стало принадлежать его вдове Шарлотте Андреевне, которая создала музей Г. А. Брокара, а в 1901 году выпустила брошюру «Памяти Г. А. Брокара». Главный помощник Брокара (еще с 1860-х годов) Бурдаков Алексей Иванович возглавил мыловарение на фабрике и работал на фирме как минимум до 1915 года.
До революции дело Брокара продолжали его сыновья. К 1913 году компания получила высший в России титул «поставщика двора его Императорского величества». К празднованию трёхсотлетия дома Романовых Брокары выпустили аромат «Любимый букет Императрицы», занявший первые места на самых крупных выставках за рубежом.
В 1914 году фирма Брокара отмечала пятидесятилетний золотой юбилей и выпустила фирменный альбом с описанием истории компании.
Три года спустя, в 1917 году после национализации она получила новое название — Замоскворецкий парфюмерно-мыловарный комбинат № 5. Фабрика носила это название до 1922 г., пока главный парфюмер Брокара не предложил назвать её «Новая Заря». А духи «Букет Императрицы» получили новое название «Красная Москва», под которым они выпускаются и сейчас.